# Estación El Maitén
El Maitén es una estación de ferrocarril ubicada en la localidad del mismo nombre, Departamento Cushamen, Provincia del Chubut, República Argentina, en el ramal de Ingeniero Jacobacci a Esquel.
Desde los inicios a la actualidad con sus talleres es un punto estratégico para el ferrocarril. Esto se explica al hecho de que los repuestos y reparaciones que necesita la línea ferroviaria son provistos desde aquí obligatoriamente ante la rareza del tamaño de trocha y su tecnología. Como resaltado, la localidad tiene una gran tradición y orgullo ferroviario.

## Ubicación geográfica de la estación
Se encuentra a 120 km de la localidad de Esquel.

## Recorrido turístico
Cuenta con un servicio turístico a Desvío Bruno J. Thomae y con servicios charters que excepcionalmente la unen con Esquel y, más raramente con Ingeniero Jacobacci.